# Svetlana Slapšak
Svetlana Slapšak (Beograd, 18. siječnja 1948.), slovenska sociologinja srpskog podrijetla.

## Životopis
Svetlana Slapšak je diplomirala, magistirala i doktorirala na Odjelu za antičke studije na Filozofskom fakultetu Sveučilišta u Beogradu. Bila je jedna od troje urednika satiričnog časopisa studenata Filozofskoga fakulteta u Beogradu Frontisterion, koji je zabranjen i uništen već s prvim brojem, 1970. godine. Svetlani Slapšak je putovnica bila oduzeta od 1968. do 1973, pa ponovo od 1975. do 1976. i od 1988. do 1989. godine. Saslušavana, praćena i pretučena od strane policije i tajnih službi. Od 1972. do 1988. godine bila je zaposlena u Institutu za književnost i umjetnost u Beogradu, a potom je optužena u sudskom procesu poslije denuncijacije iz Instituta, gdje je izgubila službu poslije internog samoupravnog suđenja organizovanog u Institutu, da bi na sudu bila oslobođena svake krivice. Bila je predsjednica Odbora za slobodu izražavanja Udruge književnika Srbije od 1986. do 1989. godine. Bila je članica Udruge jugoslavenske demokratske inicijative (UJDI). Preselila se u Ljubljanu 1991., državljanstvo Slovenije dobila 1993. godine, poslije mnogih napada i kleveta u slovenskim medijima.
Vodila je mirovne akcije od 1986. i za vrijeme Domovinskog rata, u Ljubljani, pružila gostoprimstvo bosanskohercegovačkim i hrvatskim izbjeglicama. S njima je 1993. godine organizirala ljetnju školu za bosanskohercegovačke izbjeglice-tinejdžere. Nekoliko polaznika te škole se kasnije upisalo na sveučilišta u Sloveniji. Godine 1996. izbačena je iz Udruge književnika Srbije, zbog negativnih kritika djela Dobrice Ćosića. Potpisnica je Deklaracije o zajedničkom jeziku, u kojoj se tvrdi da se u Hrvatskoj, Bosni i Hercegovini, Srbiji i Crnoj Gori govore nacionalne standardne varijante zajedničkog policentričnog standardnog jezika, i o kojoj je govorila u medijima.

## Karijera
Kada je riječ o akademskom radu Svetlane Slapšak, treba istaći da je predavala na mnogim jugoslavenskim, europskim i američkim sveučilištima. Od 2003. godine bila je redovna profesorica za antropologiju antičkih svjetova, studije roda i balkanologiju. Od 1997. godine bila je koordinatorica studijskih programa na ISH-u (Institutum Studiorum Humanitatis), postdiplomskog fakulteta za humanistiku u Ljubljani, a potom je bila dekanesa ISH-a od 2003. do 2013. godine. Umirovljena je 2014. na Filozofskom fakultetu u Ljubljani gdje je predavala srpsku i hrvatsku književnost (1985–1992) na slavistici i Balkanske žene (1995–2012) na sociologiji kulture. Glavna urednica časopisa ProFemina u Beogradu od 1994. godine, direktorica Srpskog kulturnog centra "Danilo Kiš" u Ljubljani (2009–2013), umjetnička direktorica SKC "Danilo Kiš" od 2013, direktorica Instituta za balkanske i sredozemne studije i kulturu u Ljubljani (2009), te predstavnica Slovenije u Regionalnom savjetu Koalicije za REKOM (REKOM mreže pomirenja) (2014).

## Djela
- Svi Grci nazad! : eseji o helenizmu u novijoj srpskoj književnost, 1985
- Vukov Rječnik i prevedenice sa grčkog, 1987
- Trivijalna književnost : zbornik tekstova, 1987
- Ogledi o bezbrižnosti : srpski intelektualci, nacionalizam i jugoslovenski rat, 1994
- Otrokove pravice, 1995
- Leon in Leonina ali Zgodba o vztrajnosti, 1997
- Ratni Kandid, 1997
- Za antropologijo antičnih svetov, 2000
- Ženske ikone 20. stoletja : 60 antropoloških esejev, 2005
- Ženske ikone antičkog sveta, 2006
- Mala crna haljina : eseji o antropologiji i feminizmu, 2007
- Mikra theatrika : antropološki pogled na antično in sodobno gledališče, 2011
- Hronospore II : eseji i komentari, 2010
- Zelje in spolnost : iz zgodovinske antropologije hrane : študija o kultni, ritualni in kulturni vlogi zelja, 2013
- Antička miturgija : žene, 2013
- Kuhinja z razgledom: eseji iz antropologije hrane, 2016

## Priznanja
- Nagrada "Miloš Crnjanski"  (1990)
- American PEN Freedom of Expression Award (1993)
- Helsinki Watch Award (2000)
- Helen Award, Montreal, (2009)
- Nagrada "Mirko Kovač" (2014)

Predložena, u skupini Tisuću žena za mir, za Nobelovu nagradu za mir 2005.

## Vanjske poveznice
- Svetlana Slapšak